# Mihael Žmavc
Mihael Žmavc, slovenski agronom in strokovnjak za kmetijsko mehanizacijo, * 30. julij 1933, Bojsno, † 12. februar 2006 Novo mesto.

## Življenje in delo
Leta 1963 je končal Višjo agronomsko šolo v Mariboru (predhodnico današnje Fakultete za kmetijstvo). Pred tem je bil v letih 1957−1963 vodja kmetijske mehanizacije in obnove hmeljarstva pri Agrarii v Brežicah, nato do 1998 predavatelj na kmetijski šoli na Grmu pri Novem mestu, v obdobjih 1975–1980 in 1985–1990 je bil tudi ravnatelj te šole.
Iz področja kmetijske mehanizacije je objavil preko 100 strokovnih člankov in razprav ter 3 knjige. Organiziral pa je tudi več kot 250 tečajev za voznike traktorjev.